# 天主教卡雅泽拉斯教区
天主教卡雅澤拉斯教區（拉丁語：Dioecesis Caiazeirasensis）是巴西一個羅馬天主教教區，屬帕拉伊巴總教區。
教區成立於1914年2月6日，位於帕拉伊巴州西部，2006年有教友519,000人（佔轄區總人口94.9%）、四十五個堂區、五十三名司鐸。現任教區主教為若瑟·岡薩雷斯·阿隆索。